# New Freedom (Pennsylvanie)
New Freedom est un borough situé au sud du comté de York, en Pennsylvanie, aux États-Unis,. En 2010, il comptait une population de 4 464 habitants, estimée au 1er juillet 2020 à 4 832 habitants. Le borough est fondé en 1783 et incorporé en 1879.

## Démographie
Lors du recensement de 2010, le borough comptait une population de 4 464 habitants. Elle est estimée, en 2020, à 4 832 habitants.